# Valentí Sanjuan Gumbau
Valentí Sanjuan Gumbau (Tordera, Maresme, 13 d'agost de 1981) és un periodista català, esportista i creador de continguts online.

## Biografia
Va estudiar Periodisme a la Universitat Pompeu Fabra. A 17 anys va muntar una web de cinema, després un programa de ràdio a la universitat i una revista. Va treballar 7 anys de presentador a Catalunya Ràdio, concretament al programa Vist i no Vist, un late night show fet només per les xarxes socials.
La mort de la seva mare el 31 de desembre del 2008 va significar un canvi en la seva vida. Ella havia estalviat per comprar-se un bon equip d'esquí quan es jubilés, però li van diagnosticar un càncer. "O fas les coses de seguida o és possible que et caigui un piano al cap", això és el que va aprendre d'aquest fet, segons ha exposat Sanjuan en diverses entrevistes. El mateix any el va deixar la nòvia i no el van renovar a Catalunya Ràdio. En aquest moment va fer una llista de 101 coses que volia fer, com un ultraman.
Des del 2010 el programa de ràdio va passar a dir-se Visto lo visto TV i es feia en directe al Teatre Alexandra de Barcelona. Entre 2010 i 2012 també va ser director creatiu de l'agència digital Elogia de Barcelona. El 2012 amb la seva germana Mercè va fundar Gordon Seen, una agència de continguts i productora audiovisual per a xarxes socials. Va produir Etiquetats de TV3, Visto lo visto TV, i continguts per marques com Gallina Blanca, Matutano, Adidas, Gas Natural o Estrella Damm.
En esport ha fet l'Ironman Lanzarote el 2013 i ha participat en altres reptes com l'Ironman de Hawaii, el Marathon des Sables, l'Ultraman de Gal·les i Hawaii, dos Titan Tropic, dos Titan Desert, l'Ultra Pirineu, els 770 km non stop Madrid-Lisboa i 10 Ironmans consecutius en deu dies, entre d'altres.

## Palmarès[calcitació]
| Posició | Competició                         | Any  |
| ------- | ---------------------------------- | ---- |
| 2n      | Ultraman de Gal·les                | 2013 |
| 110è    | Marathon des Sables                | 2014 |
| 448è    | Titan Dessert                      | 2015 |
| 214è    | Non Stop Madrid-Lisboa             | 2016 |
| 8è      | Ultra Fiord                        | 2017 |
| 138è    | Titan Dessert                      | 2017 |
| 373r    | Cape Epic (amb Jordi Barri Carles) | 2018 |

Ha corrigut 9 Titans i d'aqestes n'ha acabat 8 (va seguir en cursa pero en una etapa no va fer 20km per problemes mecànics i per tant, no és valid).

## Documentals[calcitació]
Ha fet diversos documentals, molts mostren reptes als que participa i la seva experiència durant el procés. El 2016 va fer un projecte que consta de 5 capítols mostrant la manera de viure d'altetes discapacitats,
| Any  | Títol                                                          |
| ---- | -------------------------------------------------------------- |
| 2014 | #ElCaminoDeSanjuan: El documental                              |
| 2015 | #UltramanHawaii                                                |
| 2015 | Barcelona - San Sebastián Powerade                             |
| 2015 | Salir del Túnel                                                |
| 2016 | Comerse la Vida (Titan Tropic Cuba Teaser)                     |
| 2016 | Titan Tropic Cuba                                              |
| 2016 | Escaleras al cielo                                             |
| 2016 | Titan Desert 2016                                              |
| 2016 | Terremoto                                                      |
| 2016 | Soy Montaña                                                    |
| 2016 | Madrid-Lisboa 2016                                             |
| 2017 | Everesting Challenge                                           |
| 2017 | El mundo es de los locos (Trailer del documental de Patagonia) |
| 2017 | Ultrafiord Patafonia 112k                                      |
| 2017 | Titan Desert 2017 - El Desierto del Alma                       |
| 2018 | 10 Días 10 Ironmans                                            |
| 2019 | Correr me cambió la vida                                       |

## Llibres
- 2014 - Lo que te hace grande: 50 cosas que aprendí corriendo por el mundo (ISBN 9788415678953)
- 2016 - Vivir es la polla (ISBN 9788490607138)[14]
- 2017 - Lo que te hace grande (ISBN 9788416928064)
- 2017 - Menos cabeza, Más corazón (il·lustrat per Alberto Tercero) (ISBN 9788491641759)